# Battaglia di Evesham
La battaglia di Evesham, evento molto importante nella storia d'Inghilterra, si verificò il 4 agosto del 1265.
Fu lo scontro decisivo della Seconda guerra dei baroni, nel corso della quale Simone V di Montfort, sesto conte di Leicester, guidò alcuni baroni ribelli contro le forze realiste, guidate dal principe Edoardo. De Montfort venne abbandonato da alcuni alleati, soprattutto da quelli di lingua gallese, prima dell'inizio della battaglia. Così si trovò a fronteggiare un esercito due volte più grande del suo e che si trovava in posizione favorevole: fu un massacro.
La battaglia di Evesham è a volte considerata come la fine dell'epoca della cavalleria in Inghilterra. Fino a questo momento, raramente i nobili erano stati uccisi in battaglia. Solitamente venivano presi prigionieri per chiedere poi un riscatto. In occasione di questa battaglia, invece, per ordine del principe Edoardo non venne usato nessun riguardo per i baroni ribelli: la maggior parte di loro fu uccisa sul campo di battaglia, compresi Simon de Montfort e suo figlio Enrico, nonostante i tentativi di arrendersi.

## L'occasione mancata
Simone V di Montfort dopo la vittoria conseguita nella Battaglia di Lewes del 1264 aveva raggiunto una posizione di tutto rispetto entro il regno d'Inghilterra anche grazie all'aver preso prigionieri il re Enrico III d'Inghilterra, il principe, futuro, Edoardo I d'Inghilterra ed il fratello del sovrano Riccardo di Cornovaglia. Tuttavia nel corso del 1265 la perdita di alcuni alleati chiave, fra cui molti gallesi, ridusse notevolmente la sua influenza, taluni come Robert de Ferrers, VI conte di Derby furono arrestati, mentre altri come Gilberto di Clare, VII conte di Gloucester preferirono ritornare dalla parte del re e fu proprio grazie alla diserzione del Conte che Edoardo poté scappare dalla prigionia.
Nel frattempo, in Galles, i Signori delle Marche gallesi erano in pieno fermento e Montfort chiamò quindi Llywelyn Ein Llyw Olaf ap Gruffydd perché partecipasse alla sua ribellione contro il re, quest'ultimo disse che lo avrebbe appoggiato se gli fosse stato tributato il pieno riconoscimento del titolo di Principe di Galles insieme alla possibilità di conservare i guadagni che fossero venuti dalla campagna. Avere dalla propria parte Llywelyn portava con sé un bel guadagno dal punto di vista militare, poiché il nobile gallese era fornito di un imponente esercito, ma le concessioni che gli fece gli costarono parecchio in termini di popolarità. Nello stesso momento il principe Edoardo stava assediando la città di Gloucester che cadde il 29 giugno.
A quel punto quel che Montfort doveva fare era unire le proprie forze a quelle del figlio Simon VI de Montfort (aprile 1240-1271) ed insieme attaccare l'esercito reale, gli uomini del giovane Montfort si mossero però troppo lentamente e l'incontro venne mancato. Simone si scontrò invece con gli uomini del re presso la fortezza, fedele ai baroni, di Kenilworth, ma Edoardo inflisse loro pesanti perdite arrivando a far appendere fuori dalle mura i cadaveri di molti prigionieri. Da qui il principe si mosse verso sud con lo scopo di prendere il vecchio Montfort in una trappola presso il fiume Avon (Bristol), l'idea era di rendere indisponibile ai ribelli l'unico ponte della zona così da costringere i baroni a combattere senza l'eventuale rinforzo che poteva fornire Simone.

## Il massacro

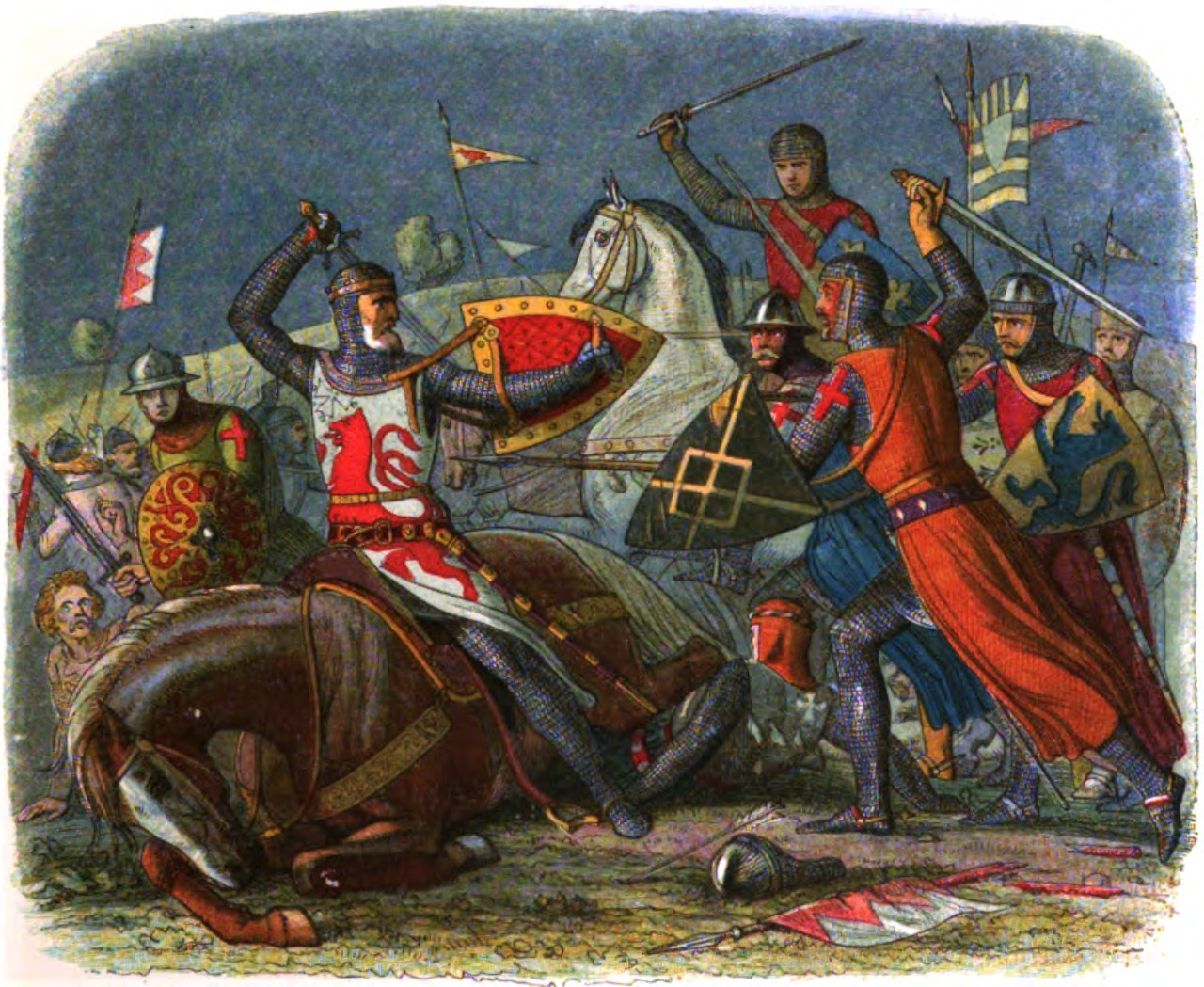
Simone di Montfort, ribellatosi al sovrano Enrico III, morto nella Battaglia di Evesham.

Lungo una cresta, chiamata Green Hill, nei pressi di Evesham Edoardo fece accampare i suoi uomini, il principe si trovava sul lato sinistro, mentre il suo alleato di Clare su quello destro. Le forze di Montfort ammontavano a circa 5000 uomini, mentre quelle reali erano almeno il doppio, di fronte a tale superiorità numerica Montfort ordinò di puntare al centro delle file nemiche così da sperare di potersi incuneare entro i loro ranghi. All'inizio la tattica si dimostrò vincente, ma ben presto i baroni iniziarono a perdere terreno anche a causa della mancata presenza di Llywelyn e dei suoi uomini che disertarono all'ultimo minuto. Montfort si trovò presto circondato fra due ali di nemici armati fino ai denti, privo di rinforzi ed in netta inferiorità numerica l'esercito dei baroni venne rapidamente massacrato.
Con la Battaglia di Lewes, risalente ad appena 15 mesi prima, ancora impressa nella memoria l'esercito regio combatté con ben poca pietà, per questo, nonostante i vari tentativi fatti per arrendersi molti si videro falciati sul campo, nessuno o quasi venne preso prigioniero così che potesse poi essere chiesto ed eventualmente pagato, un riscatto, pratica che, fino a quel momento, era sempre stata comune. Enrico de Montfort (1238-4 agosto 1265) venne ucciso quasi subito e la stessa sorte toccò anche a suo padre, mentre il giovane Simone riuscì a salvarsi perché non era presente. I cadaveri di padre e figlio vennero orrendamente mutilati e persino il re, che si trovava ancora in mano a Montofort e che era stato fatto vestire secondo i colori dei ribelli, venne salvato per il rotto della cuffia da Roger de Leybourne, un ribelle che passò dalla parte reale all'ultimissimo minuto.
Una volta che la famiglia reale fu di nuovo saldamente al comando si dimostrò impaziente di saldare i conti ed al Parlamento convocato a Winchester tutti i ribelli vennero privati delle loro proprietà. In dicembre il giovane Simone provò a sollevare il Lincolnshire, ma venne immediatamente stroncato, eliminando così ogni sacca di resistenza rimasta. Il vero problema restava il Castello di Kenilworth che conteneva ancora una guarnigione ribelle che non intendeva smobilitarsi, nell'estate del 1266 venne posta d'assedio ma inutilmente, perché non cedette. Alla fine di ottobre venne quindi emanato il Dictum di Kenilworth che prevedeva che i ribelli sarebbero potuti tornare in possesso delle loro terre dopo aver pagato un'ammenda che sarebbe stata proporzionale al loro coinvolgimento nella ribellione. All'inizio gli uomini asserragliati nel castello rifiutarono l'offerta, ma entro l'anno scesero a più miti consigli ed accettarono.